# Institución Fernando el Católico
La Institución “Fernando el Católico” (IFC) es una entidad cultural dependiente de la Diputación Provincial de Zaragoza y adscrita al Consejo Superior de Investigaciones Científicas (CSIC) a través de la Confederación Española de Centros de Estudios Locales. Fue creada el 14 de febrero de 1943 para promover la “alta cultura aragonesa” y ha experimentado diversas modificaciones en sus estatutos. La última reforma, publicada en el Boletín Oficial de la Provincia de Zaragoza en 2006, la define como organismo autónomo de la Diputación Provincial.

## Fines
La IFC tiene como objetivos el estudio y promoción de la cultura y la ciencia aragonesas, la defensa del patrimonio cultural aragonés y la difusión en Aragón del conocimiento universal. Para lograr estos fines, la Institución se sirve de sus actividades de edición, de formación y de divulgación cultural en general.

## Organización
La IFC es un organismo público y una entidad cultural, lo que se refleja en su organización. El Consejo Rector, integrado por representantes institucionales, es el órgano de gobierno de la Institución. Órganos académicos son el Consejo Académico y sus quince Cátedras.
El gestión diaria de la IFC depende de un director, puesto que han ocupado los profesores Fernando Solano Costa, Ángel Canellas López, Ildefonso-Manuel Gil, Guillermo Fatás Cabeza y Gonzalo M. Borrás Gualis. Desde el 1 de enero de 2007, el director de la IFC es el profesor Carlos Forcadell Álvarez.
La IFC dispone de personal administrativo y técnico para desarrollar su labor.

## Actividad
Con más de 3600 publicaciones en sus 75 años de existencia, la Institución “Fernando el Católico” es, posiblemente, la primera editorial científica en Aragón y una de las más relevantes de España. Publica una media de setenta títulos al año que se encuadran en colecciones como “Actas”, “De Letras”, “Estudios”, “Fuentes Históricas Aragonesas”, “Historiadores de Aragón” o “Historia global".
Entre sus publicaciones periódicas de carácter científico, se encuentra el Archivo de Filología Aragonesa, dirigido durante años por el profesor Manuel Alvar; la revista Caesaraugusta de arqueología, concebida por Antonio Beltrán hace más de medio siglo, o la Revista de Derecho Civil Aragonés que dirige Jesús Delgado Echeverría.
La Institución ofrece libros electrónicos de acceso libre y gratuito en su página web, dentro de la “Biblioteca virtual IFC”, que garantizan una amplia divulgación de las publicaciones científicas. En la actualidad hay unos mil títulos disponibles cuyas condiciones de uso están especificadas en la propia página.
Las cátedras de la Institución organizan cursos, conferencias, coloquios, conciertos y congresos científicos de alcance nacional e internacional. Merecen una especial mención el Curso Internacional de Música Antigua de Daroca y el Festival Internacional de Música Antigua de Daroca, organizados anualmente desde 1978.
Para cumplir con sus objetivos, la IFC también otorga premios, becas y ayudas a la investigación. Entre ellos destaca el trofeo de arquitectura Ricardo Magdalena, otorgado por la cátedra de arquitectura de la institución.

## Centros asociados
A partir de 1954, la IFC fue promoviendo la creación de Centros de Estudios Comarcales, como filiales suyas en régimen de autonomía y en estrecha cooperación con los Ayuntamientos y las entidades culturales de las comarcas. Denominados hoy Centros de Estudios Locales Asociados, son el Centro de Estudios Bilbilitanos, el Centro de Estudios Comarcales del Bajo Aragón-Caspe –antes llamado Grupo Cultural Caspolino–, el Centro de Estudios de las Cinco Villas, el Centro de Estudios Turiasonenses, el Centro de Estudios Borjanos y el Centro de Estudios Darocenses.

## Biblioteca
La larga relación de intercambio de publicaciones científicas con instituciones nacionales e internacionales ha dotado a la IFC de una nutrida biblioteca, cuyos fondos están disponibles para el público en la Biblioteca “Ildefonso Manuel Gil” de la Diputación Provincial de Zaragoza.
Este intercambio ha posibilitado, además, que las obras editadas por la IFC se encuentren en las principales bibliotecas y entidades culturales del mundo.

## Colaboradores destacados
Con la IFC han colaborado representantes de distintas ramas del saber. En la actualidad, destacan los directores de las distintas cátedras, como son Miguel Beltrán Lloris, María del Carmen Lacarra Ducay, Aurora Egido Martínez, José-Carlos Mainer Baqué, Severino Escolano Utrilla, José María Enguita Utrilla, María Antonia Martín Zorraquino, Jesús Delgado Echeverría, Luis Prensa Villegas, Fernando Mercadal Mairal, José Laborda Yneva, Jesús Colás Tenas, Guillermo Fatás Cabeza o Esteban Sarasa Sánchez.
En el pasado, colaboraron personajes como José Manuel Blecua, Fernando Lázaro Carreter, Antonio Serrano Montalvo, José Galiay Sarañana, Federico Torralba Soriano, Luis Horno Liria, Guillermo Fatás Ojuel, Guillermo Redondo Veintemillas o Emilio Larrodera, entre otros.